# Bataillonsführer

Parche de cuello para el rango de Bataillonsführer de la Volkssturm.

El Bataillonsführer (traducido al español como: Jefe de batallón o líder de batallón) es un rango militar alemán existente desde la Primera Guerra Mundial. Originalmente, el rango de Bataillonsführer estaba en manos del oficial al mando de un batallón de infantería (a menudo un Comandante).

## Usos

### República de Weimar
Después del final de la Primera Guerra Mundial, en la República de Weimar el rango se convirtió en uno de varios rangos jerárquicos de la milicia de los Freikorps.

### Tercer Reich
El uso del Bataillonsführer, en el Tercer Reich como rango militar, fue a finales de 1944, otorgado por las Wehrmacht a los líderes de los batallones de la Volkssturm.